# Canopus program
A Canopus program egy argentin rakétafejlesztési program.

## Története
A Canopus program folytatta az előző időszakokra (Centauri program, Orion-program) épülő rakéta fejlesztési programot.
A fejlesztés során figyelembe vették a Rigel és az Orion rakéták fejlesztési-gyártási tapasztalatait. Az első fokozatba új motort (IIAE/erősebb és nagyobb) építettek. 1966-ban és 1967-ben sikeres teszteket végeztek.

### Canopus–1
A Canopus-1 egy fokozatú, szilárd hajtóanyagú rakéta. Első indítása 1969. április 16-án, utolsó 1979. március 21-én volt. A 17 indításból 1 volt sikertelen, sikerességi arány: 94,12%.
Induló tömege 280, hasznos terhe 50 kilogramm. Magassága 4,67, átmérője 0,28 méter. Hajtóműve: I.I.A.E. Hajtóanyaga poliuretán keverék. Emelőmagasság 100 kilométer.

### Canopus–2
A canopus-2 egy fokozatú, szilárd hajtóanyagú rakéta. 1969. április 16-án történt az első indítása. A BIO program keretében a rakéta végzett szállítási szolgáltatásokat. A hajtómű fejlesztésével nagyobb szondákat tudtak felemelni, illetve az elérhető magasság 550 kilométerre növekedett. A szondák hagyományos módon ejtőernyős leereszkedéssel tértek vissza a Földre.
Első indítása 1969. április 16-án, utolsó 1969. december 23-án volt. Indítások száma: 3 darab.
Induló tömege 280, hasznos terhe 50 kilogramm. Magassága 4,67, átmérője 0,28 méter. Hajtóműve: I.I.A.E. Hajtóanyaga poliuretán keverék. Emelőmagasság 150 kilométer.